# غريتشين هارتمان
غريتشين هارتمان (بالإنجليزية: Gretchen Hartman)‏ هي ممثلة أمريكية، ولدت في 28 أغسطس 1897 بشيكاغو في الولايات المتحدة، وتوفيت في 27 يناير 1979 بلوس أنجلوس في الولايات المتحدة.

## وصلات خارجية
- غريتشين هارتمان على موقع IMDb (الإنجليزية)
- غريتشين هارتمان على موقع قاعدة بيانات برودواي على الإنترنت (الإنجليزية)
- غريتشين هارتمان على موقع قاعدة بيانات الفيلم (الإنجليزية)